# Alamiro Vaporaki
Alamiro Vaporaki Tello (Ushuaia, Tierra del Fuego, 1 de diciembre de 1983) es un futbolista y actual jugador argentino de fútbol sala, pivót de Estrella de Boedo de la Primera División del Campeonato de Futsal AFA y de la Selección Argentina.
Es cofundador del Club Social y Deportivo VK Asociación Civil.

## Biografía
Alamiro Vaporaki comenzó de muy chico a jugar con la pelota en su provincia natal. Allí se inició en Los Andes, el equipo de su padre en donde pasó su infancia. Llegó a Buenos Aires siendo un adolescente y pasó por las inferiores de Huracán, All Boys y finalmente debutó en Primera División con el Club Atlético Estudiantes  compartiendo equipo por ejemplo, con Ezequiel Lavezzi. Cuando finalizó su contrato con el equipo de Buenos Aires, se retiró del fútbol profesional y retornó a su tierra natal. Meses más tarde, volvió por motivos de estudio y se pasó definitivamente al futsal tras haberlo practicado simultáneamente con el fútbol y se convirtió en el primer fueguino en jugar en AFA, cuando demostró un gran nivel para América del Sud logrando el ascenso a la Primera División. Luego de esto, fue transferido a Argentinos Juniors. 
Tras un breve paso por la institución de Paternal y un par de años en Club Pinocho, llamó la atención de Boca Juniors quien lo incorporó en 2012. Con el equipo xeneize vivió sus mejores momentos acumulando una gran cantidad de títulos lo que lo catapultaron definitivamente a la selección. Ya en el equipo nacional, participó en la Copa del Mundo de Fútbol de sala de 2012, una vez más convirtiéndose en el primer fueguino en hacerlo. En 2014 tuvo su experiencia europea cuando fue un año a préstamo al CFS Jumilla de la Liga Nacional de Fútbol Sala. Volvió a Boca a mediados de 2015 y continúa hasta el día de hoy, sumando éxitos tanto en su equipo como en la selección.
Segundo de tres hermanos, el más chico de los Vaporaki, Constantino, es su compañero tanto en Boca, como lo fue en el Jumilla y en la Selección Argentina, con la que obtuvieron entre otros títulos, la Copa del Mundo de Fútbol de sala 2016, convirtiendo ambos en la final ante la poderosa Rusia, y coronándose así campeones del mundo.

## Trayectoria
- Club Social y Deportivo Yupanqui (2003)
- Club Social y Deportivo América del Sud (2005-2009)
- Argentinos Juniors (2009-2010)
- Club Pinocho (2010-2012)
- Boca Juniors (2012-2014)
- CFS Jumilla (2014-2015) (cedido)
- Boca Juniors (2015)
- Porvenir de Gerli (1994-2001)
- Club Social y Deportivo Estrella de Boedo (2022 )

## Palmarés

### En clubes
- 1 Ascenso a Primera División (2008)
- 10 Campeonatos de Futsal AFA (Apertura 2010,2011,2012,2013,2014) (Clausura 2010,2011,2012,2013) (Torneo Anual 2017)
- 5 Torneos Nacional de Futsal (2010,2012,2013,2015,2017)
- 3 Copa Álvaro Castro (2010,2012,2013)

### En selección nacional
- Medalla de Plata en los Juegos Sudamericanos (2014)
- Copa de las Naciones (2014)
- Continental Cup (2014)
- Copa América (2015)
- Copa del Mundo de Fútbol de sala (2016)

### Otros premios
- Premio Jorge Newbery de Plata (2016)
- Premio Jorge Newbery de Oro (2016)[2]